# Саламандра гори Лаєлл
Саламандра гори Лаєлл (Hydromantes platycephalus) — вид земноводних, ендемік гір Сьєрра-Невада, Каліфорнія. Названий за горою Лаєлл, найвищою вершиною Національного парку Йосеміті.
Ці саламандри мають широку, відносно плоску голову і тіло та коротких хвіст. Кінцівки відносно довгі, а пальці дуже перетинкові, хоча і вільні під перетинок на більшій частині своєї довжини. Саламандра гори Лаєлл має найдовший язик з усіх саламандр.
Звичайно тварина мешкає на висоті від 900 до 3600 м. Більшість видів, що належать до цього роду, люблять жити у тріщинах у вапняку, але цьому більше подобаються гранітні скелі, які зустрічаються на великій висоті у нірському ланцюзі Сьєрра-Невада. Вона може витримувати дуже холодну погоду, і зберігає активність навіть на межі танення снігу, де вона приховується під плоскими шматками граніту. Більшість тварин живе вище лісу, особливо у вологих місцях, біля джерел, струмків, або лінії танення снігу, в областях де превалюють низьки кущі та низькорослі дерева.